# 住江滄浪
住江 滄浪（すみのえ そうろう、元禄4年（1691年）- 享保13年7月13日（1728年8月18日））は、江戸時代中期の儒者。
名は昭猷、字は君徽、通称は万之允（万之丞）。"住江"は"墨江"とも書かれる。

## 人物
元禄4年（1691年）、中瀬助九郎豊長の二男として生まれる。兄は中瀬助之允（柯庭）。
住江求右衛門宗春の養子となって住江氏を継ぎ、熊本藩に仕える。
荻生徂徠に就いて学び、服部南郭とも交遊。詩文、書画が巧みであったという。
享保13年（1728年）、38歳で病没。万日山の来迎院に葬られた。著作に「滄浪草稿」がある。

## 関連文献
- 友野霞舟 著,熈朝詩薈刊行会 編『日本の漢詩人と名詩 第6巻』208頁以下（ゆまに書房,1983）